# Kissidougou
Kissidougou – miasto w południowo-wschodniej Gwinei.
Liczba mieszkańców w 2010 roku wynosiła około 130 tys.